# Športni park Kodeljevo
Športni park Kodeljevo leži v predelu Ljubljane z imenom Kodeljevo, ob vznožju Golovca ob ljubljanskih Novih Poljanah. Prve športne objekte so v parku začeli graditi okoli leta 1960 po načrtih Stanka Bloudka. Danes s parkom upravlja Šport Ljubljana (www.sport-ljubljana.si).
Športni park Kodeljevo obsega:
- park s sprehajalnimi potmi
- več ograjenih teniških igrišč
- vadbeno teniško igrišče (z odbijalno steno)
- travnato nogometno igrišče s tribunami, obkroženo z atletsko stezo, in s stezo za skok v daljavo
- vadbeno nogometno igrišče z umetno travo
- manjše asfaltno igrišče za mali nogomet/rokomet s tribunami
- pokrito večnamensko športno dvorano Slovan (z večjim košarkarskim igriščem, tribunami in več manjšimi dvoranami)

Ob športnem parku Kodeljevo (poleg osnovne šole Ketteja in Murna) stoji tudi kompleks ljubljanske Fakultete za šport.
V upravljanju ŠD Slovan je tudi letno (v zimskem času delno pokrito) kopališče Kodeljevo - med parkom in železniško progo Ljubljana - Metlika.